# Sicambrios

Los pueblos germánicos en torno al año 50 a. C. Los sicambrios aparecen junto al Rin, en el ámbito rosa.

Los sicambrios o sugambros (Sicambri, Sicambres, Sigambrer, Sugumbrer, Sugambros, Sugambri) fueron una tribu germánica que aparece en la historia en el 55 a. C., durante el período de conquista de la Galia por Julio César y el inicio del Imperio romano, en la margen derecha del Rin entre los ríos Ruhr y Sieg, en la región que actualmente es parte del estado federado alemán de Renania del Norte-Westfalia. Algunos afirman que el río Sieg y la ciudad de Siegen reciben ese nombre por causa de esa tribu. 
En el año 16 a. C., derrotaron a un ejército romano liderado por Marco Lolio, lo que ocasionó una reacción del Imperio romano y dio origen a una serie de guerras contra las tribus germánicas que duraron hasta el año 16 d. C.
En el año 11 a. C., fueron forzados por Nerón Claudio Druso a desplazarse a la margen izquierda del Rin, donde formaron el componente central de la confederación de los francos. Su nueva patria estaba localizada en lo que ahora es la región de Gelderland en Holanda, en el bajo Rin. 
Los reyes merovingios reivindicaban su descendencia de los sicambrios, que ellos creían que había sido originalmente una tribu escita o cimeria, que antes había habitado la desembocadura del Danubio, y que cambió su nombre a "francos" en el 11 a. C. bajo el mandato de un cierto jefe tribal llamado "Franko". Los merovingios trazan sus orígenes sicambrianos en Marcomir I (supuestamente muerto en 412 a. C.), último rey de Troya, pero esa lista de gobernantes no es aceptada como histórica. De acuerdo con algunos registros, un líder tribal Marcomero precedió a la dinastía merovingia en torno a 400. 
Gregorio de Tours afirma que el rey franco Clodoveo I, en la ocasión de su bautismo en la fe católica en 496, fue referido como sicambrio por el obispo de Reims, que celebró la ceremonia, recordando nuevamente la relación entre los sicambrios y los antepasados de Clodoveo, la casa real merovingia de los francos.